# D.J. Alexander
Donell James Alexander, meglio conosciuto come D.J. Alexander (Palm Desert, 30 settembre 1991), è un ex giocatore di football americano statunitense che ha militato nel ruolo di linebacker nella National Football League (NFL).

## Carriera

### Kansas City Chiefs
Dopo avere giocato al college a football alla Oregon State University, Wilson fu scelto nel corso del quinto giro (172º assoluto) del Draft NFL 2015 dai Kansas City Chiefs. Debuttò come professionista subentrando nella gara del primo turno contro gli Houston Texans in cui mise a segno 2 tackle. La sua stagione da rookie si concluse con 13 tackle disputando tutte le 16 partite, nessuna delle quali come titolare.
Nel 2016, Alexander fu convocato nel ruolo di special teamer per il suo primo Pro Bowl al posto di Matthew Slater impegnato nel Super Bowl LI.

### Seattle Seahawks
Il 28 luglio 2017, Alexander fu scambiato con i Seattle Seahawks in cambio dell'altro linebacker Kevin Pierre-Louis.

## Palmarès
- Convocazioni al Pro Bowl: 1

2016

## Statistiche
| Partite totali      | 32 |
| Partite da titolare | 1  |
| Tackle              | 29 |
| Sack                | 0  |
| Intercetti          | 1  |

Statistiche aggiornate alla stagione 2016